# Санто, Яни
Яни Санто (нем. Jani Szanto, венг. Szántó Jani; 10 мая 1887, Нитра — 24 марта 1977, Филадельфия) — немецкий и американский скрипач и музыкальный педагог еврейского происхождения.
Сын директора школы. Окончил Венскую консерваторию, ученик Якоба Грюна. Затем совершенствовал своё мастерство в Берлине у Йозефа Иоахима и у Анри Марто.
Играл в Венском Тонкюнстлер-оркестре под управлением Оскара Недбала, затем в 1912—1922 гг. концертмейстер оркестра в Любеке. В 1912—1915 гг. много выступал вместе с работавшим в этом городе Вильгельмом Фуртвенглером, который аккомпанировал ему в камерных концертах. Затем профессор Баварской музыкальной академии в Мюнхене, возглавлял также струнный квартет.
В 1933 г. был вынужден покинуть академию вследствие указа нацистского руководства об увольнении профессоров еврейского происхождения.
В 1939 г. эмигрировал в США. В 1942 г. возглавил отделение скрипки Филадельфийской музыкальной академии, с 1943 г. её директор вплоть до её слияния с Филадельфийской консерваторией в 1962 г. Среди его учеников, в частности, Аншель Брусилов, с глубокой симпатией описавший своего наставника в воспоминаниях.